# John Bulloch (giornalista)
John Angel Bulloch (Penarth, 15 aprile 1928 – Oxford, 18 novembre 2010) è stato un giornalista britannico, corrispondente dall'estero per il Daily Telegraph.
Nacque a Penarth, Glamorganshire. Suo padre, un capitano della marina mercantile, fu ucciso a Barcellona durante la guerra civile spagnola. Bulloch seguì la carriera di suo padre come marinaio per molti anni prima di dedicarsi al giornalismo. Il suo primo impiego, a 23 anni, fu con un giornale locale del Galles. Fu assunto dal Daily Telegraph nel 1958.
Si stabilì a Beirut per 7 anni. Nel 1988 iniziò a collaborare con l'Independent divenendone il responsabile per l'estero fino al 1991.